# 94gy busz (Budapest)
A budapesti 94-es (gyors 94-es) jelzésű autóbusz a Kispest, Határ út és Gyál, Vecsési út között közlekedett. A vonalat a Budapesti Közlekedési Zrt. üzemeltette.

## Története
A Határ útról Gyálra 94-es jelzéssel 2002. március 8-án indult gyorsjárat, amely csak csúcsidőben közlekedett, a Határ út és a Csolt utca között nem állt meg.
2006. október 1-jén az 54-es, a 94-es és a 294-es viszonylatok kiváltására három gyorsjáratot és egy expresszjáratot indítottak Gyál és Budapest között. 84-es jelzéssel új járat indult, mely Pestszentimre, központtól a Kisfaludy utcán érte el Gyált. A 89-es jelzésű busz a 294-es busz útvonalán járta körbe Gyált. A 94-es busz több megállóban állt meg, illetve új járat indult 94E jelzéssel, mely a 94-es üzemidején kívül közlekedett és kevesebb megállóban állt meg. 55-ös jelzéssel új alapjárat is indult a Boráros tér és Gyál között. Az 54-es busz változatlan maradt.
2008. augusztus 21-étől 294E jelzéssel közlekedik.

## Útvonala
| Gyál, Vecsési út felé | Kispest, Határ út felé                                                                           |
| --- | ------------------------------------------------------------------------------------------------ |
| Kispest, Határ út vá. – Határ út – Nagykőrösi út – Gyál, Kőrösi út – Ady Endre utca – Széchenyi István utca – Gyál, Vecsési út vá. | Gyál, Vecsési út vá. – Vecsési út – Kőrösi út – Nagykőrösi út – Határ út – Kispest, Határ út vá. |

## Megállóhelyei
| 0                                  | Kispest, Határ út végállomás                                                                         | 32 | 54, 66, 66, 99, 123, 154, 154A, 154B, 194, Gloriett 42, 50, 52 | 66, 66, 84, 89, 94E, 99, 123, 154, 154A, 154B, 194 42, 50, 52 |
| 3                                  | Nagykőrösi út (↓) Nagykőrösi út (Határ út) (↑) (2006-ig itt csak a Kispest, Határ út felé állt meg.) | 28 | 48, 54, 54, 66, 123, 154, 154A, 154B, Gloriett 3, 52           | 48, 54, 55, 66, 84, 89, 94E, 123, 154, 154A, 154B 3, 52       |
| 7                                  | Nagysándor József utca (↓) Hunyadi utca (↑)                                                          | 25 | Nem érintette                                                  | 51, 54, 55, 84, 89, 99, 151, 154, 154A, 154B                  |
| 9                                  | Kéreg utca (↓) Vas Gereben utca (↑)                                                                  | 23 | Nem érintette                                                  | 54, 55, 68, 84, 89, 154, 154A, 154B                           |
| 10                                 | Fiume utca                                                                                           | ∫  | Nem érintette                                                  | 54, 55, 84, 89, 154, 154A, 154B                               |
| ∫                                  | Használtcikk piac                                                                                    | 21 | Nem érintette                                                  | 54, 55, 84, 89, 154, 154A, 154B                               |
| 13                                 | Szentlőrinci út                                                                                      | 19 | Nem érintette                                                  | 19, 54, 55, 84, 89, 94E, 254                                  |
| 14                                 | Kamiontelep                                                                                          | 18 | Nem érintette                                                  | 54, 55, 84, 89                                                |
| 16                                 | Zöldségpiac                                                                                          | 16 | Nem érintette                                                  | 54, 55, 84, 89                                                |
| 17                                 | Hunyadi János utca (↓) Kettős-Körös utca (↑)                                                         | 15 | Nem érintette                                                  | 54, 55, 84, 89 Pestszentimre felső                            |
| 18                                 | Bethlen Gábor utca (↓) Arany János utca (↑)                                                          | 14 | Nem érintette                                                  | 54, 55, 84, 89                                                |
| 19                                 | Eke utca                                                                                             | 13 | Nem érintette                                                  | 54, 55, 84, 89                                                |
| 21                                 | Pestszentimre, központ                                                                               | 12 | Nem érintette                                                  | 35, 54, 55, 84, 89, 94E, 135, 166, 254 Pestszentimre          |
| 22                                 | Csolt utca                                                                                           | 10 | 94, 294                                                        | 55, 89, 94E                                                   |
| 23                                 | Ár utca (↓) Paula utca (↑)                                                                           | 9  | 94, 294                                                        | 55, 89, 94E                                                   |
| 24                                 | Kalász utca (korábban Temető)                                                                        | 9  | 94, 294                                                        | 55, 89, 94E                                                   |
| Budapest–Gyál közigazgatási határa | |    |                                                                |                                                               |
| 25                                 | Gyál felső, MÁV-állomás                                                                              | 7  | 94, 294 Gyál felső                                             | 54, 55, 89, 94E Gyál felső                                    |
| 26                                 | Ady Endre utca                                                                                       | 5  | 94, 294                                                        | 55, 89, 94E                                                   |
| 28                                 | Rákóczi Ferenc utca                                                                                  | ∫  | 94                                                             | 55, 94E                                                       |
| 29                                 | Széchenyi István utca                                                                                | ∫  | 94                                                             | 55, 84, 94E                                                   |
| 30                                 | Somogyi Béla utca                                                                                    | ∫  | 94                                                             | 55, 84, 94E                                                   |
| 31                                 | Bocskai István utca                                                                                  | ∫  | 94                                                             | 55, 84, 94E                                                   |
| ∫                                  | Somogyi Béla utca                                                                                    | 3  | 94, 294                                                        | 55, 89, 94E                                                   |
| ∫                                  | Bocskai István utca                                                                                  | 2  | 94, 294 Gyál                                                   | 55, 89, 94E Gyál                                              |
| ∫                                  | Kőrösi út                                                                                            | 1  | 94                                                             | 55, 94E                                                       |
| ∫                                  | Szent István utca                                                                                    | 0  | 94                                                             | 55, 94E                                                       |
| 33                                 | Gyál, Vecsési út végállomás                                                                          | 0  | 94                                                             | 55, 84, 94E                                                   |